# Étienne-Nicolas Méhul

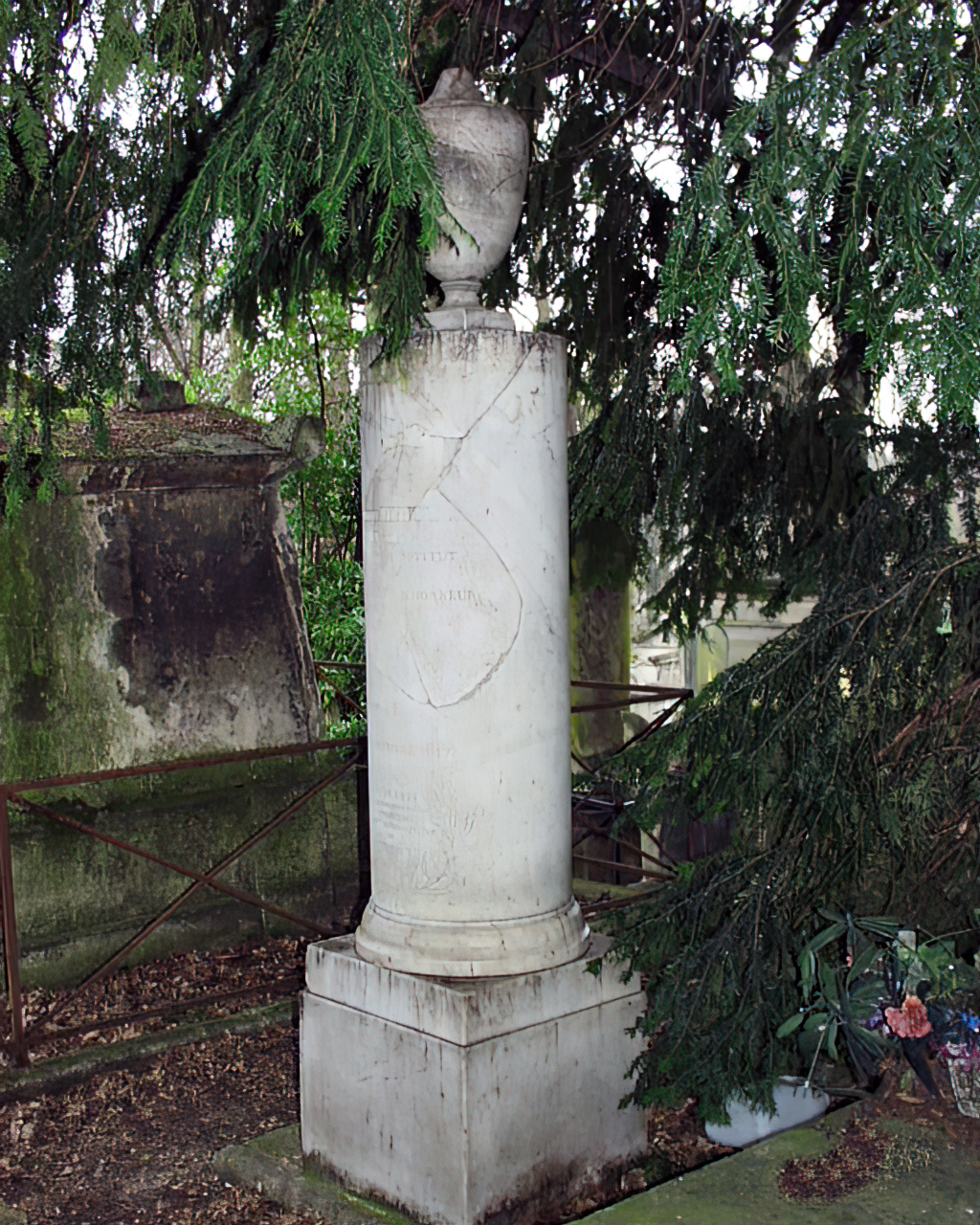
Jeho hrob v Paříži

Étienne-Nicolas Méhul (22. června 1763, Givet, Departement Ardennes – 18. října 1817, Paříž) byl francouzský hudební skladatel.

## Život
Otec byl šéfem služebního personálu hraběte Montmorencyho a později si založil obchod vínem. Etienne-Nicolas začal své hudební vzdělávání ve Františkánském kostele svého rodného města výukou hry na varhany. Později studoval u varhaníka Wilhelma Hansera a stal se jeho asistentem a pomocným varhaníkem v klášterním kostele benediktýnů v Lavaldieu ležícím v Ardenách. V roce 1779 přesídlil do Paříže, kde studoval skladbu u původem štrasburského skladatele a cembalisty Jeana Frederica Edelmanna. Pravděpodobně současně se živil jako varhaník, ale nejsou pro to důkazy. Roku 1780 pracoval jako učitel a uveřejnil dva svazky klavírních sonát. Vedle Francoise-Josepha Gosseca a André Gretryho je považován za nejvýznamnějšího skladatele francouzské revoluce. Jeho Chant national du 14 Juillet 1800, (Národní píseň o 14. červnu 1800), kterou Napoleon po bitvě u Marenga u skladatele objednal dosáhl obrovské popularity a zaujal téměř místo národní hymny. Roku 1794 vznikla revoluční opera Horatius Cocles. A roku 1795 byl Mehul jmenován spolu s Gretrym inspektorem konservatoře a členem Akademie krásných umění. Méhul byl znám především jako autor více než 40 oper, z kterých Josef v Egyptě je dodnes uváděn. Jeho skladatelská plodnost však byla obrovská, složil i 6 velkých klavírních sonát, 3 balety, 6 symfonií, dechové skladby, jevištní díla a mše.

## Význam
Mehul má velké zásluhy na rozšíření operní tematiky a popularizace opery. V komponování platí za průkopníka použití „leitmotivů“. Mistrovství Mehulovo v zacházení se symfonickými formami a melodikou orchestrálních děl nalézá uplatnění zejména v předehrách jeho oper. Jeho skladbám věnoval velkou pozornost Ludwig van Beethoven a Mehulův vliv na jeho operu Fidelio je nepopiratelný.

## Dílo

### Skladby pro orchestr
•	1794 Ouverture burlesque
•	1797 Ouverture k „La Chasse du Jeune Henri“(Lov mladého Jindřicha)

•	1808 Symphonie Nr.1 g-Moll (I.Allegro, II.Andante, III.Menuetto, IV.Finale.Allegro agitato)

•	1809 Symphonie Nr.2 D-Dur (I.Adagio-Allegro, II.Andante, III.Menuetto.Allegro, IV.Finale.Allegro vivace) 

•	1810 Symphonie Nr.3 C-Dur (I.Allegro.Ferme et Modéré, II.Andante, III.Finale.Allegro) 

•	1810 Symphonie Nr.4 E-Dur (I.Adagio - Allegro, II.Andante, III.Menuetto.Allegro, IV.Finale.Allegro) 

•	1810 Symphonie Nr.5 A-Dur 

### Díla pro dechové nástroje
•	1794 Ouverture pour instruments à ven (Předehra pro dechové nástroje) 

•	1794 Le Chant du départ („Píseň k odjezdu“) - Text: Marie-Joseph Chénier 

•	1794 Le Chant des victoires ( Píseň vítězství)

•	1808 Le chant du retour pour la Grande Armée (Píseň k návratu Velké armády) - Text: Marie-Joseph Chénier 

•	1811 Chant lyrique pour l'inauguration de la statue de Napoléon (Lyrická píseň k odhalení sochy Napoleona)

•	Chant national du 14 Juillet 1800 (Národní píseň o 14. červnu 1800)

•	Chant Funebre à la Memoire de Feraud (Smuteční píseň na památku Ferauda)- Text: Baour-Lormian 

•	Hymne pour la Fête des Epoux (Hymnus pro svátek manželů)- Text: Ducis 

•	Hymne du IX thermidor (Hymnus IX. Thermidoru)Text: Marie-Joseph Chénier 

•	Hymne pour la vingt-deux ( Hymnus pro dvacet dva)Text: Marie-Joseph Chénier 

### Mše
•	1804 Messe Solennelle pour soli, chœurs et orgue (Slavnostní mše pro varhany, sbor a sólový zpěv)

### Jevištní díla
•	1790 Euphrosine ou Le Tyran corrigé( Euphrosine aneb napravený tyran) komedie s hudbou, 5 dějství - Libreto: François-Benoît Hoffmann dle anonymního díla Conradin 

•	1791 Cora Opera, 4 dějství - Libreto: Jean-François Marmontel původně uvedeno jako Alonzo et Cora 

•	1790-1792 Stratonice hrdinská komedie, 1 Akt - Libreto: François-Benoît Hoffmann 

•	1793 Le Jugement de Pâris (Paridův soud) Ballet 

•	1793 Le Jeune sage et le vieux fou (Mladý mudrc a starý blázen) komedie s hudbou,, 1 Akt - Libreto: François-Benoît Hoffmann 

•	1794 Horatius Coclès Opera, 1 Akt - Libreto: Antoine-Vincent Arnaul 

•	1794 Le Congrès des rois (Sjezd králů)komedie s písněmi, 3 dějství - Libreto: Desmaillot (původně. Antone-François Eve) – společné dílo s: Henri Montan Berton, Matthieu-Frédéric Blasius, Luigi Cherubini, Nicolas-Marie Dalayrac, Prosper-Didier Deshayes, François Devienne, André-Ernest-Modeste Grétry, Louis Emmanuel Jadin, Conradin Kreutzer, Jean Pierre Solié.

•	1794 Mélidore et Phrosine lyrické drama, 3 dějství - Libreto: Antoine-Vincent Arnault 

•	1795 Doria ou La Tyrannie détruite (Doria aneb zničená tyranie) hrdinná opera, 3 dějství - Libreto: Gabriel-Marie Legouvé/Charles-Joseph Lœuillard Davrigny 

•	1795 La Caverne hudební komedie, 3 dějství - Libreto: Nicolas-Julien Forgeot 

•	1796 Mladý Jindřich lyrické drama, 2 dějství - Libreto: Jean-Nicolas Bouilly) - (původně Mládí Jindřicha IV.) 

•	1797 Most v Lodi (původně dobytí mostu v Lodi) , 1 Akt - Libreto: Etienne-Joseph-Bernard Delrieu 

•	1797-1798 La Taupe et les papillons (Krtek a motýli) lyrická komedie, 1 Akt - Libreto: Auguste-Etienne Poisson de la Chabeaussière 

•	1799 Adrien (původně Adrien císař římský), Opera, 3 dějství - Libreto: François-Benoît Hoffmann 

•	1799 Ariodant hudební drama, 3 dějství - Libreto: François-Benoît Hoffmann 

•	1800 La Dansomanie (Taneční bláznění) Balet 

•	1800 Epicure (Epicuros) Opera, 3 dějství - Libreto: Charles-Albert Demoustier 

•	1800 Bion hudební komedie, 1 Akt - Libreto: François-Benoît Hoffmann 

•	1801 L'Irato ou L'Emporté komedie, 1 Akt - Libreto: Benoît-Joseph Marsollier des Vivetières 

•	1802 Une Folie (Šílená) komedie se zpěvy, 2 dějství - Libreto: Jean-Nicolas Bouilly 

•	1802 Le Trésor supposé ou Le Danger d'écouter aux portes (Nepravý trezor aneb Nebezpečí poslouchání za dveřmi) hudební komedie, 1 Akt - Libreto: François-Benoît Hoffmann 

•	1802 Joanna komická opera, 2 dějství - Libreto: Marsollier de Vivetières 

•	1803 Héléna opera, 3 dějství - Libreto: Jean-Nicolas Bouilly 

•	1803 Le Baiser et la quittance ou Une aventure de garnison (Hubička a potvrzení aneb Dobrodružství vojenské posádky)opera, 3 dějství - Libreto: Louis-Benoît Picard/Charles de Longchamps/Michel Dieulafoy ch Antoine-Louis Polier de Bottens společné dílo s: François-Adrien Boieldieu, Conradin Kreutzer und Nicolas Isouard 

•	1803 L'Heureux malgré lui (Šťastný, navzdory jí) Opera, 1 Akt - Libreto: Claude Godard d'Aucourt de Saint-Just 

•	1806 Les Deux Aveugles de Tolède (Dva slepí z Toleda)komická opera , 1 Akt - Libreto: Marsollier de Vivetières 

•	1806 Uthal (původně Malvina) Opera, 1 Akt - Libreto: Jacques Bins de Saint-Victor 

•	1806 Gabrielle d'Estrées ou Les Amours d'Henri IV (Gabriela d’Estres, aneb lásky Jindřicha IV.))Opera, 3 dějství - Libreto: Claude Godard d'Aucourt de Saint-Just 

•	1807 Joseph (et ses freres)(Josef a jeho bratři) drama se zpěvy, 3 dějství - Libreo: Alexandre Duval 

•	1807-1808 Valentine de Milan lyrické drama, 3 dějství - Libreto: Jean-Nicolas Bouilly 

•	1810 Les Troubadours, ou La Fête au château (Trubaduři, aneb Slavnost na zámku) opera , 1 Akt - Libreto: Alexandre Duval 

•	1811 Les Amazones ou La Fondation de Thèbes (Amazonky aneb Založení Théb) (původně: Amphion) Opera, 3 dějství - Libreto: Étienne de Jouy 

•	1812 Sésostris lyrické drama, 3 dějství (nedokončeno) - Libreto: Antoine-Vincent Arnault/Étienne de Jouy 

•	1813 Le Prince troubadour ou Le Grand Trompeur de dames (Kníže trubadúr, aneb Velký klamač žen)opera , 1 Akt - Libreto: Alexandre Duval 

•	1814 L'Oriflamme (Zlatá korouhev) Opera, 1 Akt - Libreto: Charles-Guillaume Etienne/Louis-Pierre Baour-Lormian – společné dílo s: Henri Montan Berton, Conradin Kreutzer und Ferdinando Paër 

•	1816 La Journée aux aventures (Dobrodružný den) opera , 3 dějství - Libreto: Pierre-David-Augustin Chapelle/Louis Mézières-Miot 

### Sbory
•	L'Infortunée Lyonnaise (Lyonské neštěstí)

### Skladby pro klavír
•	1783 3 Sonáty pro klavír op. 1 

•	1788 3 Sonáty pro klavír op. 2